# Murle (peuple)
Pour les articles homonymes, voir Murle.

Région de Jonglei au sud Soudan

Les Murle sont des habitants d'Afrique de l'Est, établis principalement au Soudan du Sud, en Éthiopie et dans le nord du Kenya.

## Ethnonymie
(mai 2023).
Selon les sources, on observe quelques variantes dans le nom de ce groupe : Agibb, Ajibba, Beir, Boma-Murle, Irenge, Merule, Mourle, Murles, Murule, Omo-Murle sans que l'on puisse affirmer qu'elles désignent les mêmes personnes.

## Population
En Éthiopie, lors du recensement de 2007 portant sur une population totale de 73 750 932 personnes, 1 453 se sont déclarées « Murle ».

## Langues
Leur langue est le murle, une langue soudanique orientale dont le nombre de locuteurs a été estimé à 62 000.